# ヴァイオリン協奏曲第4番 (モーツァルト)
ヴァイオリン協奏曲第4番 ニ長調 K. 218 は、ヴォルフガング・アマデウス・モーツァルトが1775年に作曲した4番目のヴァイオリン協奏曲。また、モーツァルトが１９歳の時に作曲された曲である。第1楽章の主題の性格から『軍隊』の愛称で呼ばれることもある。

## 概要
本作は1775年10月24日にザルツブルクで作曲されており、他の5曲と同様に作曲の動機などは不明であるが、第2番と同様におそらくはザルツブルクの宮廷ヴァイオリニストであったアントニオ・ブルネッティのために作られたと言われているが、定かではない。

## 楽器編成
ヴァイオリン独奏、オーボエ2、ホルン2、弦五部。

## 構成
全3楽章、演奏時間は約22分。
- 第1楽章 アレグロ
ニ長調、4分の4拍子、ソナタ形式。
お使いのブラウザーでは、音声再生がサポートされていません。音声ファイルをダウンロードをお試しください。
ノットゥルノのような主題で開始されるが、展開部はおろか、再現部でもその形を現してこない。しばしばヨーゼフ・ヨアヒム作の技巧的なカデンツァが用いられる。
- 第2楽章 アンダンテ・カンタービレ
イ長調、4分の3拍子。
お使いのブラウザーでは、音声再生がサポートされていません。音声ファイルをダウンロードをお試しください。
属調のロマンツェ。
- 第3楽章 ロンドー：アンダンテ・グラツィオーソ - アレグロ・マ・ノン・トロッポ
ニ長調、4分の2拍子 - 8分の6拍子、ロンド形式。
お使いのブラウザーでは、音声再生がサポートされていません。音声ファイルをダウンロードをお試しください。
お使いのブラウザーでは、音声再生がサポートされていません。音声ファイルをダウンロードをお試しください。
ロンド主題であり、4分の2拍子によるアンダンテの導入部と、8分の6拍子によるアレグロの主部で構成される。後者はロンドソナタ形式のソナタ主題に対応するものという見方もある。